# Aciphylla leighii
Aciphylla leighii är en flockblommig växtart som beskrevs av Harry Howard Barton Allan. Aciphylla leighii ingår i släktet Aciphylla och familjen flockblommiga växter. Inga underarter finns listade i Catalogue of Life.